# Frako-Term
Przedsiębiorstwo Badawczo–Wdrożeniowe „FRAKO-TERM” Sp. z o.o. – polska firma R&D (Research and Development) założona w 2004 roku w Toruniu. Obecnie siedziba firmy znajduje się w Otłoczynie, a swoje oddziały posiada również w Warszawie i Toruniu (gdzie koncentrują się realizowane przez nią prace R&D).

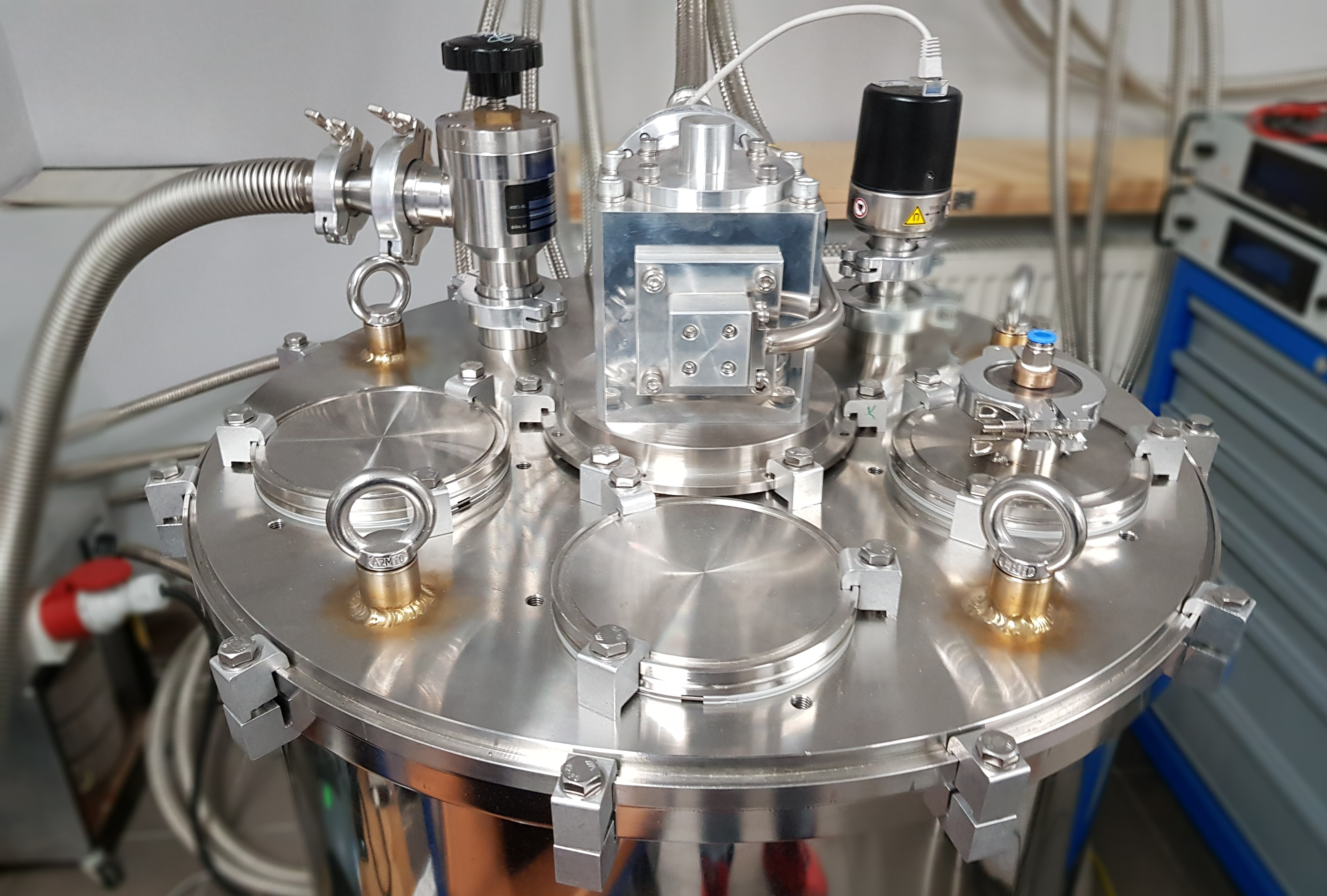
Kriostat badający szczelność podzespołów w niskich temperaturach

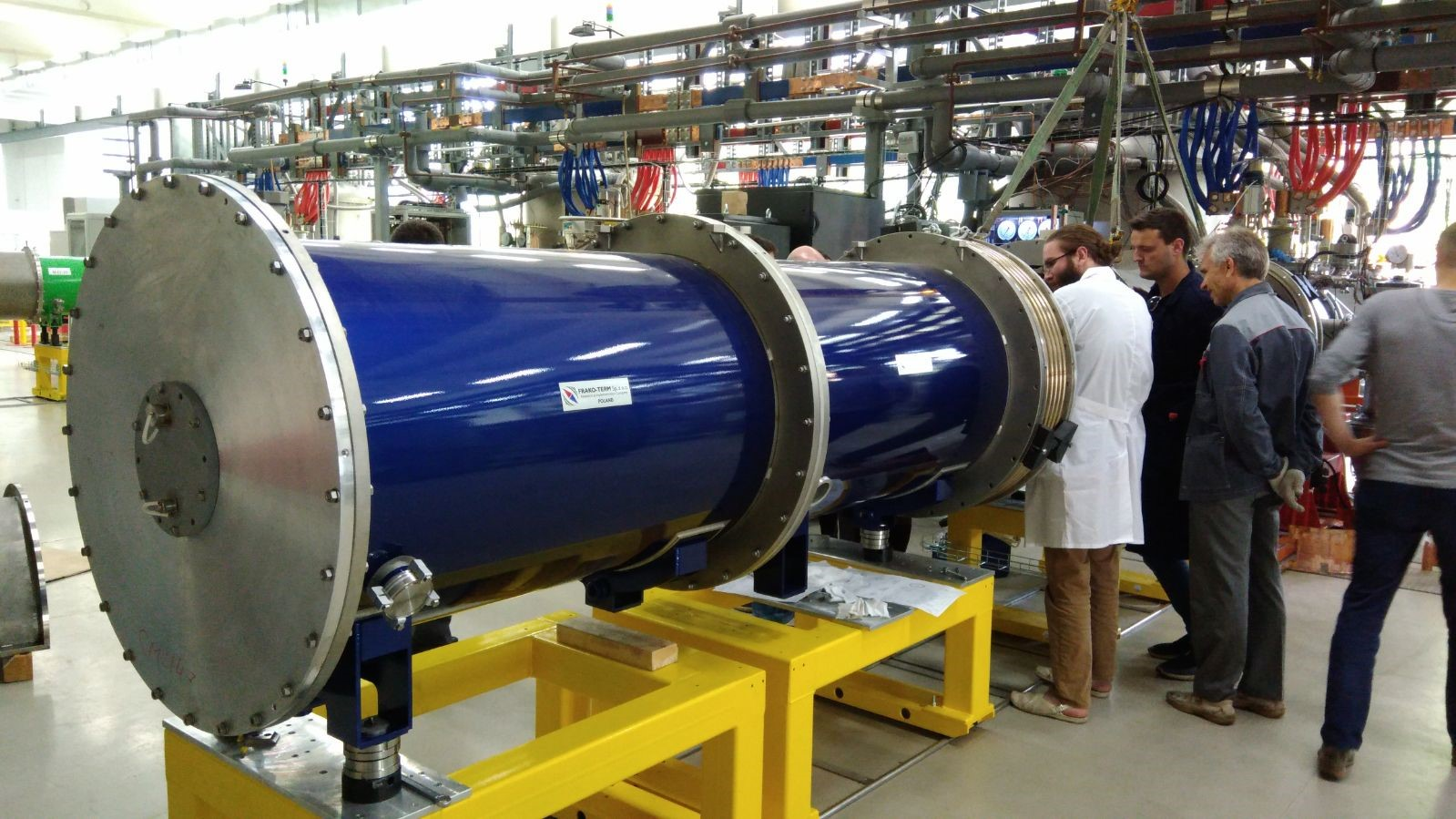
Komora wysokiej próżni zderzacza ciężkich jonów

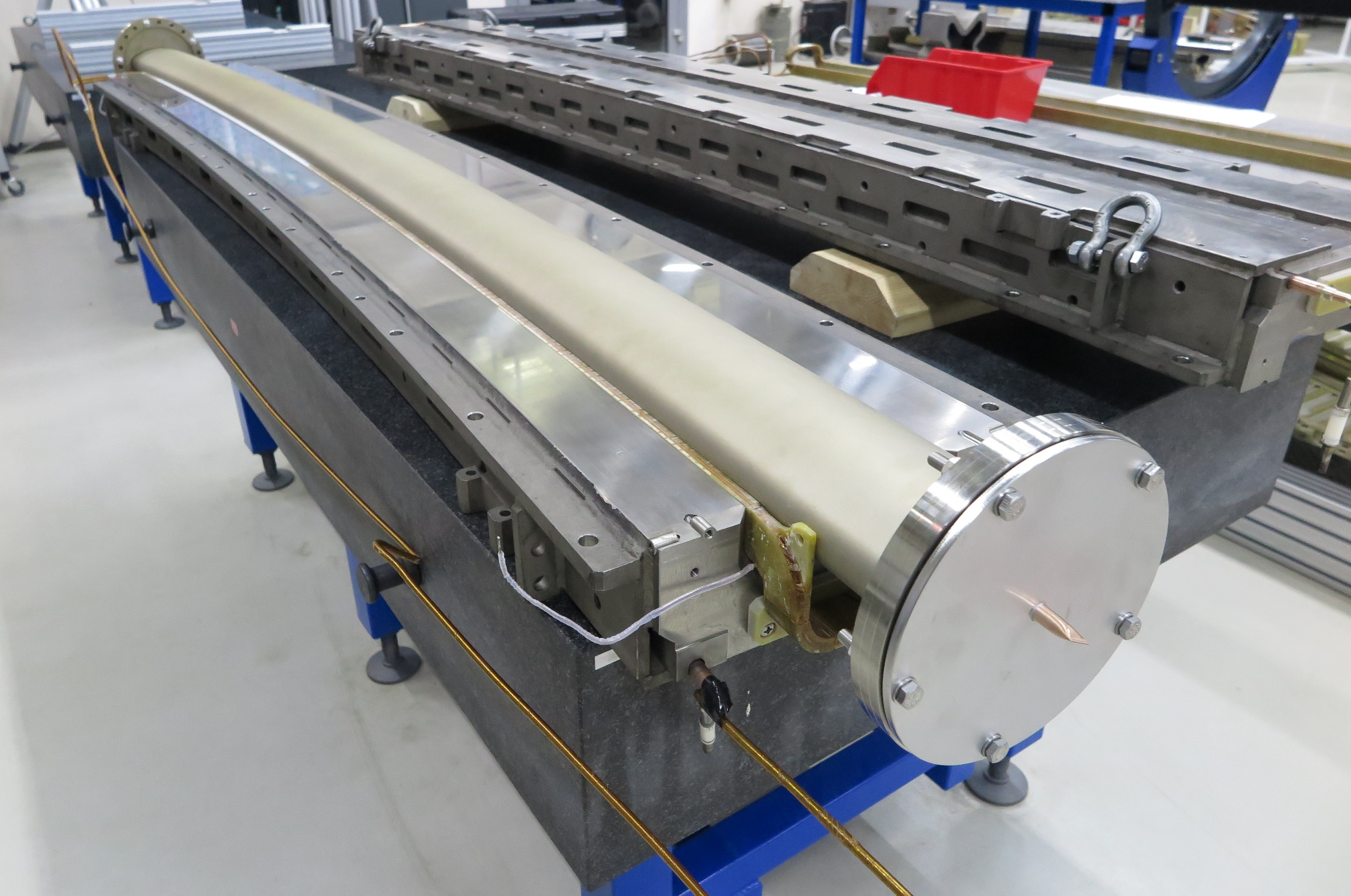
Komora wiązki boostera NICA osadzona w cewce nadprzewodnikowej LTS

## Działalność badawcza
Frako-Term jest jedyną w Polsce i jedną z nielicznych na świecie firm aplikujących nowoczesne technologie z dziedziny nadprzewodnictwa do zastosowań komercyjnych.
Główne kierunki działalności to nadprzewodnictwo, kriogenika, technika próżni, energoelektronika i elektrotechnika. Firma prowadzi samodzielnie i przy współpracy z renomowanymi ośrodkami naukowymi badania przemysłowe i prace rozwojowe przy opracowaniu aparatury badawczej np.:
- Opracowanie technologii wytwarzania komór wiązki ultra wysokiej próżni, w akceleratorze ciężkich jonów (projekt NICA) w Laboratorium Fizyki Wysokich Energii Zjednoczonego Instytutu Badań Jądrowych w Dubnej,
- Opracowanie spektroskopu neutronowego w Laboratorium Fizyki Neutronowej Zjednoczonego Instytutu Badań Jądrowych w Dubnej,
- Opracowanie stanowiska badań niskotemperaturowych w Instytucie Wysokich Ciśnień Polskiej Akademii Nauk „UNIPRES” w Warszawie,

oraz urządzeń do zastosowań komercyjnych:
- Nadprzewodnikowymi ogranicznikami prądów zwarcia (NOPZ) – faza przedprodukcyjna,
- Nadprzewodnikowymi magazynami energii (SMES) – faza wdrożeniowa,
- Wysokogradientowym nadprzewodnikowym magnetycznym separatorem (HGMS) tlenu i siarki – faza przedwdrożeniowa,
- Opracowaniem ulepszonego nadprzewodnika MgB2 – faza badawcza,
- Wodorowym systemem magazynowania energii – faza wdrożeniowa,
- Wodorowo-nadprzewodnikowym systemem przesyłu energii – faza badawcza.

## Oferta
W swojej ofercie Frako–Term posiada zarówno aparaturę badawczą realizowaną pod indywidualne zamówienie, jak i urządzenia wytwarzane samodzielnie lub jako przedstawiciel handlowy:
- Nadprzewodnictwo: Projekty i realizacja cewek, magnesów, przepustów prądowych i innych urządzeń nadprzewodnikowych. Sprzedaż nadprzewodnika HTS, LTS oraz MgB2 i N3Sn.
- Kriogenika: Projekty i wykonawstwo instalacji kriogenicznych, kriostatów. Sprzedaż chłodziarek kriogenicznych, skraplarek, czujników kriogenicznych, izolacji MLI.
- Technika próżniowa: Sprzedaż pomp próżniowych, zbiorników i armatury próżniowej.
- Elektrotechnika: Projekty i wykonawstwo rozdzielni SN i nN, urządzeń energoelektronicznych, zasilaczy cewek nadprzewodnikowych.

## Historia
Powstała w czerwcu 2004 roku firma Frako-Term od początku swego istnienia ukierunkowana była na opracowanie rozwiązań urządzeń nadprzewodnikowych, które pozwoliłyby na implementowanie ich w rozwiązaniach przemysłowych. Pierwsze prace prowadzone przy współpracy z Akademią Górniczo-Hutniczą w Krakowie dotyczyły możliwości separacji tlenu z powietrza w wysokogradientowych separatorach magnetycznych (HGMS).
Konieczność rozwoju technologicznego w dziedzinie kriogeniki i techniki próżni zaowocowała nawiązaniem ścisłej współpracy ze Zjednoczonym Instytutem Badań Jądrowych w Dubnej, jednym z wiodących w świecie ośrodków wykorzystujących tego typu technologie.
Współpraca rozpoczęła się w drugiej połowie 2012 r. i dotyczyła wspólnych działań nad opracowaniem aparatury niezbędnej do budowy akceleratora ciężkich jonów w ramach programu NICA.
Realizując projekty badawcze wspierane przez Narodowe Centrum Badań i Rozwoju firma opracowała nadprzewodnikowy ogranicznik prądów zwarciowych (NOPZ) i nadprzewodnikowy magazyn energii (SMES), które są obecnie przedmiotem wdrożenia do produkcji. Będą to jedne z pierwszych na świecie rozwiązań tego typu oferowane komercyjnie.

## Partnerzy naukowi
Jako przedsiębiorstwo badawczo-naukowe firma Frako-Term współpracuje z instytutami naukowymi i ośrodkami badawczymi. Do najważniejszych należą:
- Akademia Górniczo-Hutnicza w Krakowie,
- Główny Instytut Górnictwa w Katowicach,
- Instytut Elektrotechniki w Warszawie,
- Instytucie Wysokich Ciśnień Polskiej Akademii Nauk „Unipress” w Warszawie,
- Politechnika Gdańska,
- Politechnika Lubelska,
- Politechnika Warszawska,
- Uniwersytet Marii Curie Skłodowskiej w Lublinie,
- Uniwersytet Mikołaja Kopernika w Toruniu,
- Uniwersytet Zielonogórski,
- Zjednoczony Instytut Badań Jądrowych w Dubnej[2].